# Meridià 76 a l'oest
El meridià 76 a l'oest de Greenwich és una línia de longitud que s'estén des del pol Nord travessant l'oceà Àrtic, Groenlàndia, Amèrica, l'oceà Atlàntic, l'oceà Antàrtic, i l'Antàrtida fins al pol Sud.
El meridià 76 a l'oest forma un cercle màxim amb el meridià 104 a l'est. Com tots els altres meridians, la seva longitud correspon a una semicircumferència terrestre, uns 20.003,932 km. Al nivell de l'Equador, és a una distància del meridià de Greenwich de 8.460 km.

## De Pol a Pol
Començant en el pol Nord i dirigint-se cap al pol Sud, aquest meridià travessa:
| Coordenades                             | País, territori o mar | Notes |
| --------------------------------------- | --------------------- | --- |
| 90° 0′ N, 76° 0′ O / 90.000°N,76.000°O  | Oceà Àrtic            | |
| 83° 3′ N, 76° 0′ O / 83.050°N,76.000°O  | Canadà                | Nunavut — Ellesmere |
| 77° 59′ N, 76° 0′ O / 77.983°N,76.000°O | Badia de Baffin       | Passa a l'est de l'illa de Bylot, Nunavut, Canadà (at 72° 54′ N, 76° 3′ O / 72.900°N,76.050°O)                                                                                        |
| 72° 34′ N, 76° 0′ O / 72.567°N,76.000°O | Canadà                | Nunavut – illa de Baffin |
| 69° 23′ N, 76° 0′ O / 69.383°N,76.000°O | Conca de Foxe         | |
| 69° 1′ N, 76° 0′ O / 69.017°N,76.000°O  | Canadà                | Nunavut — Península de Baird, Illa de Baffin |
| 68° 47′ N, 76° 0′ O / 68.783°N,76.000°O | Conca de Foxe         | |
| 68° 18′ N, 76° 0′ O / 68.300°N,76.000°O | Canadà                | Nunavut — Illa del Príncep Carles |
| 67° 25′ N, 76° 0′ O / 67.417°N,76.000°O | Conca de Foxe         | |
| 65° 15′ N, 76° 0′ O / 65.250°N,76.000°O | Canadà                | Nunavut — Península de Foxe, Illa de Baffin |
| 64° 22′ N, 76° 0′ O / 64.367°N,76.000°O | Estret de Hudson      | |
| 62° 20′ N, 76° 0′ O / 62.333°N,76.000°O | Canadà                | Quebec Ontario — des de 45° 29′ N, 76° 0′ O / 45.483°N,76.000°O, passa a l'oest d'Ottawa (a 45° 25′ N, 75° 42′ O / 45.417°N,75.700°O)                                                 |
| 44° 21′ N, 76° 0′ O / 44.350°N,76.000°O | Estats Units          | Nova York Pennsilvània — des de 42° 0′ N, 76° 0′ O / 42.000°N,76.000°O Maryland — des de 39° 42′ N, 76° 0′ O / 39.700°N,76.000°O                                                      |
| 38° 17′ N, 76° 0′ O / 38.283°N,76.000°O | Badia de Chesapeake   | |
| 38° 1′ N, 76° 0′ O / 38.017°N,76.000°O  | Estats Units          | Maryland — Smith Island |
| 37° 56′ N, 76° 0′ O / 37.933°N,76.000°O | Badia de Chesapeake   | |
| 37° 51′ N, 76° 0′ O / 37.850°N,76.000°O | Estats Units          | Virgínia — Tangier (Virgínia) |
| 37° 49′ N, 76° 0′ O / 37.817°N,76.000°O | Badia de Chesapeake   | |
| 37° 21′ N, 76° 0′ O / 37.350°N,76.000°O | Estats Units          | Virgínia — punta de la península Delmarva |
| 37° 10′ N, 76° 0′ O / 37.167°N,76.000°O | Badia de Chesapeake   | |
| 36° 55′ N, 76° 0′ O / 36.917°N,76.000°O | Estats Units          | Virgínia Carolina del Nord — des de 36° 33′ N, 76° 0′ O / 36.550°N,76.000°O |
| 36° 10′ N, 76° 0′ O / 36.167°N,76.000°O | Ansa Albemarle        | |
| 35° 43′ N, 76° 0′ O / 35.717°N,76.000°O | Estats Units          | Carolina del Nord |
| 35° 27′ N, 76° 0′ O / 35.450°N,76.000°O | Pamlico Sound         | |
| 35° 5′ N, 76° 0′ O / 35.083°N,76.000°O  | Estats Units          | Carolina del Nord — Ocracoke |
| 35° 4′ N, 76° 0′ O / 35.067°N,76.000°O  | Oceà Atlàntic         | Passa a l'est de l'illa d'Eleuthera, Bahames (a 25° 7′ N, 76° 6′ O / 25.117°N,76.100°O) · passa a l'oest de Petita San Salvador, Bahames a (24° 35′ N, 75° 57′ O / 24.583°N,75.950°O) |
| 23° 41′ N, 76° 0′ O / 23.683°N,76.000°O | Bahames               | Exuma |
| 23° 36′ N, 76° 0′ O / 23.600°N,76.000°O | Oceà Atlàntic         | passa a l'oest de Jumentos Cays, Bahames a (22° 44′ N, 75° 54′ O / 22.733°N,75.900°O)                                                                                                 |
| 21° 6′ N, 76° 0′ O / 21.100°N,76.000°O  | Cuba                  | |
| 19° 58′ N, 76° 0′ O / 19.967°N,76.000°O | Mar Carib             | Passa a l'est de Jamaica a (17° 54′ N, 76° 11′ O / 17.900°N,76.183°O) |
| 9° 22′ N, 76° 0′ O / 9.367°N,76.000°O   | Colòmbia              | |
| 0° 18′ N, 76° 0′ O / 0.300°N,76.000°O   | Equador               | |
| 2° 4′ S, 76° 0′ O / 2.067°S,76.000°O    | Perú                  | |
| 14° 28′ S, 76° 0′ O / 14.467°S,76.000°O | Oceà Pacífic          | |
| 60° 0′ S, 76° 0′ O / 60.000°S,76.000°O  | Oceà Antàrtic         | |
| 69° 38′ S, 76° 0′ O / 69.633°S,76.000°O | Antàrtida             | Illa Charcot, reclamat per Territori Antàrtic Xilè, Xile i Territori Antàrtic Britànic, Regne Unit                                                                                    |
| 69° 44′ S, 76° 0′ O / 69.733°S,76.000°O | Oceà Antàrtic         | |
| 72° 47′ S, 76° 0′ O / 72.783°S,76.000°O | Antàrtida             | Territori reclamat per Territori Antàrtic Xilè, Xile i Territori Antàrtic Britànic, Regne Unit                                                                                        |